# رينيه (لاعب كرة قدم)
رينيه رودريغيز مارتينز (بالبرتغالية: Renê Rodrigues Martins‏) هو لاعب كرة قدم برازيلي في مركز الظهير الأيسر، ولد في 14 سبتمبر 1992 في بياوي في البرازيل. لعب مع سبورت ريسيفي ونادي فلامنغو.

## وصلات خارجية
- رينيه على موقع قاعدة بيانات كرة القدم.إي يو (الإنجليزية)
- رينيه على موقع Soccerway.com (الإنجليزية)